# Julius Müller (Leichtathlet, 1938)
Julius Müller (* 16. Dezember 1938 in Delmenhorst; † 19. September 2017 ebenda) war ein deutscher Geher. Von 1959 bis 1973 startete er achtzehnmal im Nationaltrikot.
Müller startete 1959 für den Hamburger Sportverein, 1961 sowie 1969 und 1970 für den Delmenhorster TV. Von 1962 bis 1968 und 1976 trat er für Eintracht Frankfurt an, 1974 für Werder Bremen. Müller belegte bei den Deutschen Meisterschaften 1959 den zweiten Platz im 20-km-Gehen, zusammen mit Claus Bartels und Horst Gerdau gewann er in der Mannschaftswertung. 1961 erreichte Müller den vierten Platz im 20-km-Gehen.
Seinen ersten Einzeltitel gewann Müller 1962 im 50-km-Gehen, zusammen mit Siegmut Halboth und Claus Bartels siegte er auch in der Mannschaftswertung. 1963 gewann Müller in der Einzelwertung über 20 km und zusammen mit Hannes Koch und Bernhard Nermerich in der Mannschaftswertung. 1964 startete Müller über beide Distanzen, über 50 km war er in der Einzelwertung Zweiter hinter Nermerich, in der Mannschaftswertung siegten Nermerich, Müller und Halboth. Drei Wochen später belegte Müller den sechsten Platz in der Einzelwertung über 20 km, zusammen mit Gerd Schuth und Claus Bartels gewann er die Mannschaftswertung. 1965 siegten Nermerich, Schuth und Bartels in der Mannschaftswertung über 20 km, als 16. der Einzelwertung belegte Müller mit der zweiten Mannschaft der Frankfurter den sechsten Platz. 1966 war Müller Elfter der Einzelwertung über 20 km, in der Mannschaftswertung gewann er zusammen mit Horst-Rüdiger Magnor und Bernhard Nermerich. 1967 siegte die gleiche Mannschaft, Müller belegte in der Einzelwertung den siebten Platz. 
1968 siegte Müller in der Mannschaftswertung zusammen mit Nermerich und Magnor über beide Distanzen, in der Einzelwertung belegte er den vierten Platz über 50 km und den zweiten Platz über 20 km. Julius Müller startete bei den Olympischen Spielen 1968 im 20-km-Gehen, wurde aber nach 14 Kilometern disqualifiziert.
1969 belegte Müller den zweiten Platz bei den Hallenmeisterschaften im 10.000-Meter-Gehen, bei den Freiluftmeisterschaften siegte er zum zweiten Mal nach 1963 über 20 km. Seinen vierten und letzten Einzeltitel gewann Müller 1970 bei den Hallenmeisterschaften. In den 1970er Jahren belegte Müller nur noch selten vordere Plätze bei deutschen Meisterschaften. 1976 war er Sechster in der Einzelwertung über 20 km und gewann zusammen mit Hans Michalski und Walter Drössler die Mannschaftswertung.
Julius Müller war selbständiger Fuhrunternehmer und Kohlenhändler. Sowohl seine Frau als auch seine drei Kinder waren aktive Geher. In den 1990er Jahren war Julius Müller als Trainer für den DLV tätig.